# Galotxa

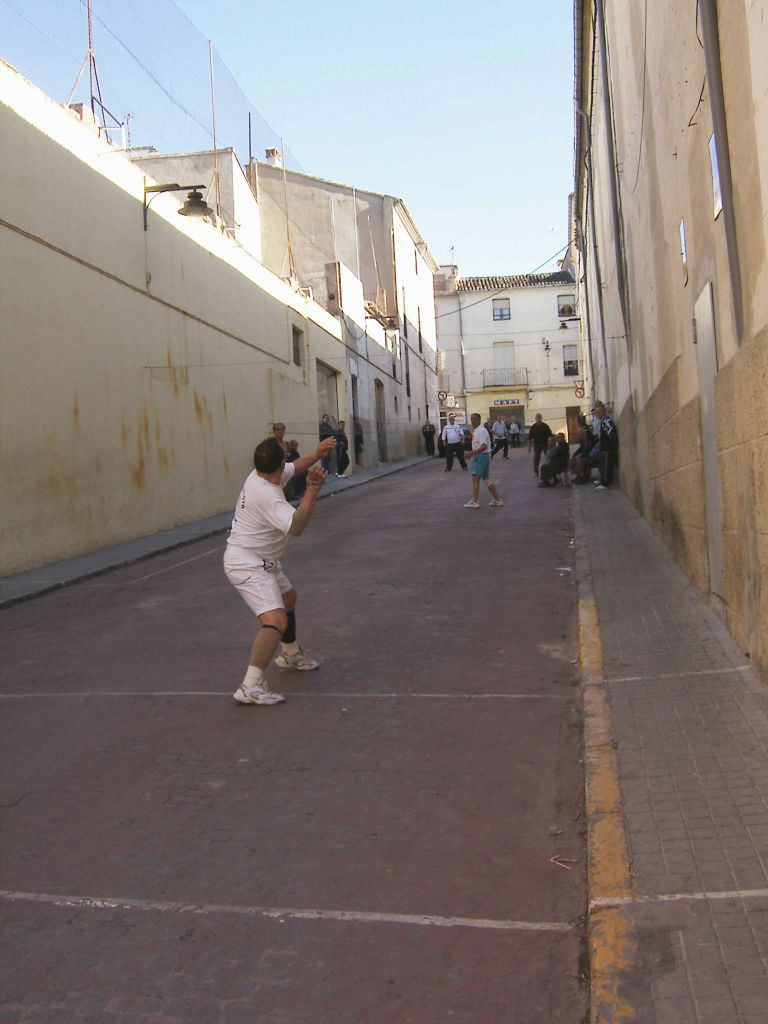
Fase di una partita in pubblica strada

La galotxa è una specialità sferistica di palla valenciana.

## Regolamento

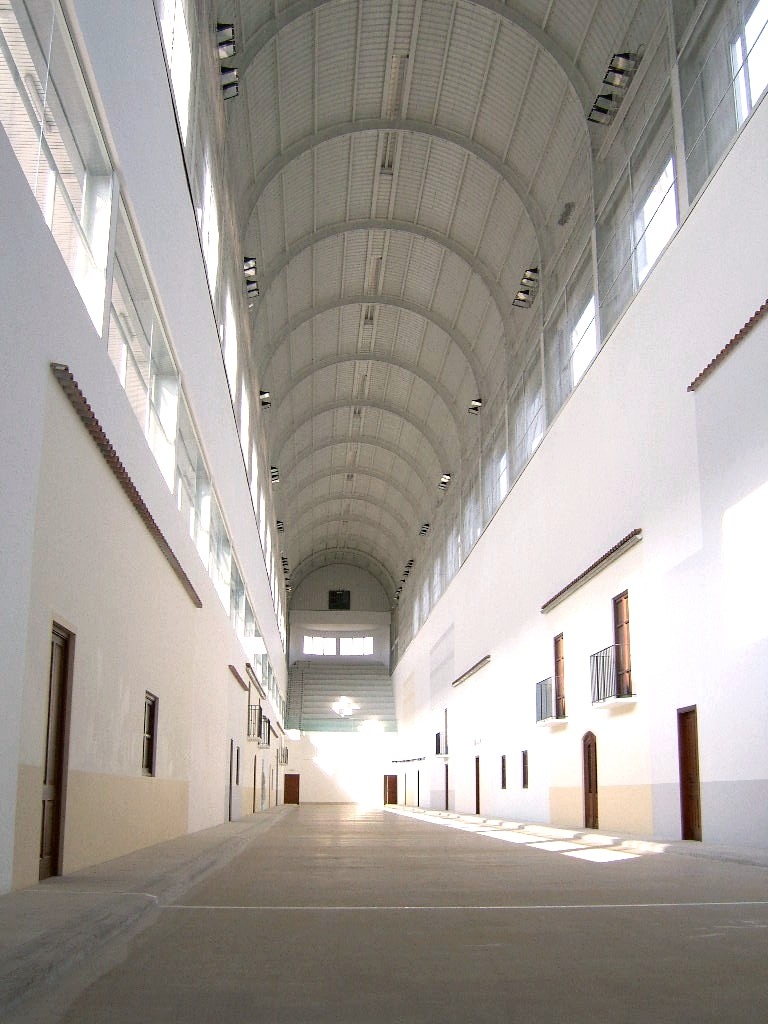
Sferisterio al coperto con strada artificiale dove disputare partite

Quest'attività atletica si pratica prevalentemente su pubbliche strade e in alcuni tipi di sferisterio, al coperto o all'aperto, che sui muri laterali hanno ringhiere e tettoie artificiali. Due squadre di tre giocatori ciascuna si affrontano su un campo, lungo 50 m e largo 8 m, diviso da due reti distanziate, poste a 1,8 m dal suolo, sulle quali deve passare la palla colpita con una mano a volo o al primo rimbalzo. La palla in cuoio bovino ha diametro di 4,2 cm, circonferenza di 13,8 cm e peso di 40-42 g. Il punteggio è diviso in giochi: ogni gioco realizzato vale 5 punti e per vincere un gioco si devono totalizzare 4 punti. Chi totalizza 14 giochi, che valgono in totale 70 punti, vince la partita.